# 2016年香港立法會宣誓風波

青年新政的梁頌恆及游蕙禎於2016年10月12日宣誓正式就任立法會議員時，更改誓詞內容及展示「HONG KONG IS NOT CHINA（香港不是中國）」標語，而被立法會秘書長陳維安拒絕監誓，因此不能參與宣誓成為立法會議員程序。其後更發生政治風波，而上述二人其後同被取消議員資格

香港立法會宣誓風波是指2016年第六屆香港立法會的多名香港民主派議員宣誓就職時，因誓詞中言語和行為而發生的政治風波，全國人大常委會釋法，並導致6名民主派立法会议员被剥夺资格。
2016年第六屆香港立法會之始有近30名民主派議員。2016年10月12日，其中15名民主派議員，包括不同黨派人士在宣誓前後增加內容，或以不同道具、形式等表達政治理念、訴求等。立法會秘書長陳維安監誓期間，拒絕為其中三人監誓：姚松炎在第一次宣誓修改誓詞，其後在秘書長警告後，按誓詞讀成，但在完成誓詞後緊接讀出增加的內容。青年新政的梁頌恆及游蕙禎展示「（香港不是中國）」標語，並在宣誓時更改誓詞內容。梁頌恆主要先宣讀一段效忠的內容，其後以較為輕的語氣讀出誓詞（英文版本），其中將讀成被指帶有辱華性質的「（支那）」。游蕙禎在宣誓時以較快速讀出誓詞（英文版本）的，其中將讀成被指帶有辱華性質的（支那）。
由於立法會秘書長拒絕監誓，三人不能參與宣誓成為立法會議員程序。時任行政長官梁振英及香港政府先後向法院提出兩次司法覆核，第一次為梁頌恆及游蕙禎，第二次為梁國雄、姚松炎、羅冠聰及劉小麗。截至2017年7月14日，有6名民主派被褫奪议席，包括梁頌恆、游蕙禎、梁國雄、姚松炎、羅冠聰及劉小麗。他們經由時任行政長官的梁振英及香港政府律政司向法院提出司法覆核，後被香港高等法院取消議員資格，因此建制派首次同時取得功能界別和地區直選的過半數。4名議員的原議席在2018年3月11日補選産生，建制派在補選中取得原民主派議席中的2席。劉小麗的原議席在11月25日補選，最終由陳凱欣當選，而梁國雄則上訴至2021年任期完結。

## 背景
原香港高等法院法官夏正民在2004年裁定，立法會議員在宣誓時需完整讀完誓詞。此後自2004年，梁國雄在宣讀誓詞前後增加内容以來，部分議員即使誓詞外增加內容、其宣誓仍然有效。
2012年，時任立法會議員黃毓民在首次宣誓時，讀出「效忠中華人民（咳咳）香港（咳咳）」，沒有讀出「中華人民共和國香港特別行政區」全部字眼，被時任立法會主席曾鈺成裁決無效，他在第二次宣誓時於讀出誓詞前後均加上講詞「打倒港共政權、打倒梁振英」等，以及以大小聲斷句讀出誓詞，包括大聲讀「效忠中华民国」、小声读“人”和“共和”，最終其宣誓獲曾鈺成接納。黃毓民因獲得重新宣誓及成功就任，被認為是引致今次風波的遠因。原因是當時被認為宣誓無效的議員，在主席給予機會後仍可獲得再次宣誓。
《基本法》第104條規定：
| “ | 香港特別行政區行政長官、主要官員、行政會議成員、立法會議員、各級法院法官和其他司法人員在就職時必須依法宣誓擁護中華人民共和國香港特別行政區基本法，效忠中華人民共和國香港特別行政區。 | ” |

## 過程

### 第一次宣誓
2016年10月12日，香港立法會議員逐一進行宣誓儀式。立法會秘書長陳維安監誓，其間表示不接納游蕙禎、梁頌恆及姚松炎的誓詞。
根據議事規則，三人不能參與包括香港立法會主席選舉等會議及表決，直至新任立法會大會主席為三人重新監誓為止。
青年新政的游蕙禎和梁頌恆以英語宣誓時把中國發音成「支那」，及展示「香港不是中國」的橫額，而游亦以髒話「Re-fucking」作為共和國（Republic）的英語發音。
來自功能界別的議員姚松炎因在誓詞中添加其他字句，當時被秘書長陳維安宣佈為無效。
此外，劉小麗在宣誓時，每5秒讀出一個字，歷時12分46秒，破了立法會宣誓時間紀錄。該宣誓後來被立法會主席梁君彥宣佈無效。
其後，另一功能界別的議員黃定光宣誓時讀漏「香港」二字。黃定光表示會在下一次會議再宣誓。

### 10月19日會議

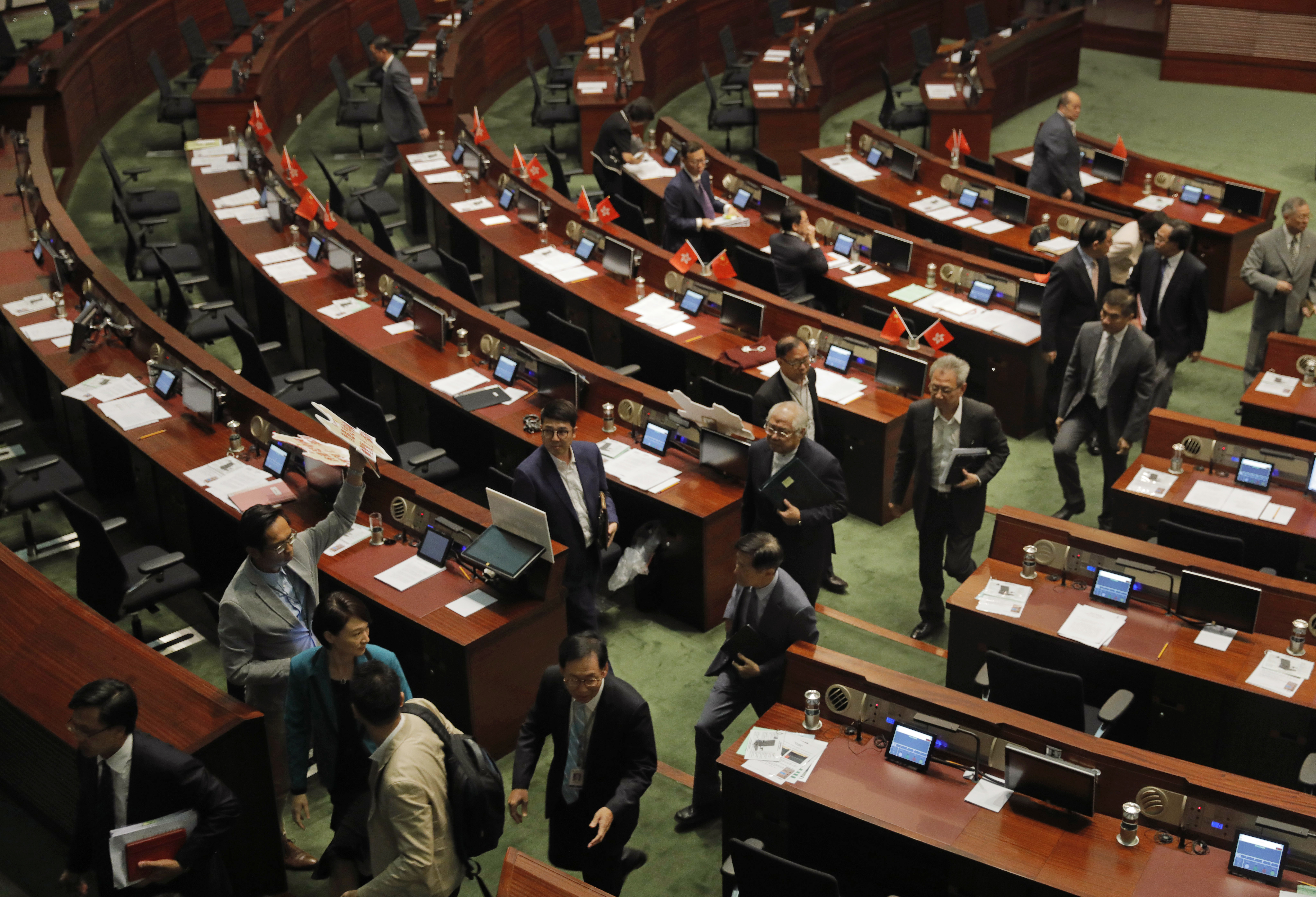
10月19日，黃定光及姚松炎宣誓完成之後，建制派議員集體離場抗議，觸發立法會流會

10月19日的會議中，首項議程是安排黃定光、姚松炎等議員逐一宣誓。姚松炎宣誓後，建制派議員集體離場抗議，並要求點算法定人數，觸發立法會流會，以致梁頌恆、游蕙禎及劉小麗無法再次宣誓。

### 10月26日會議

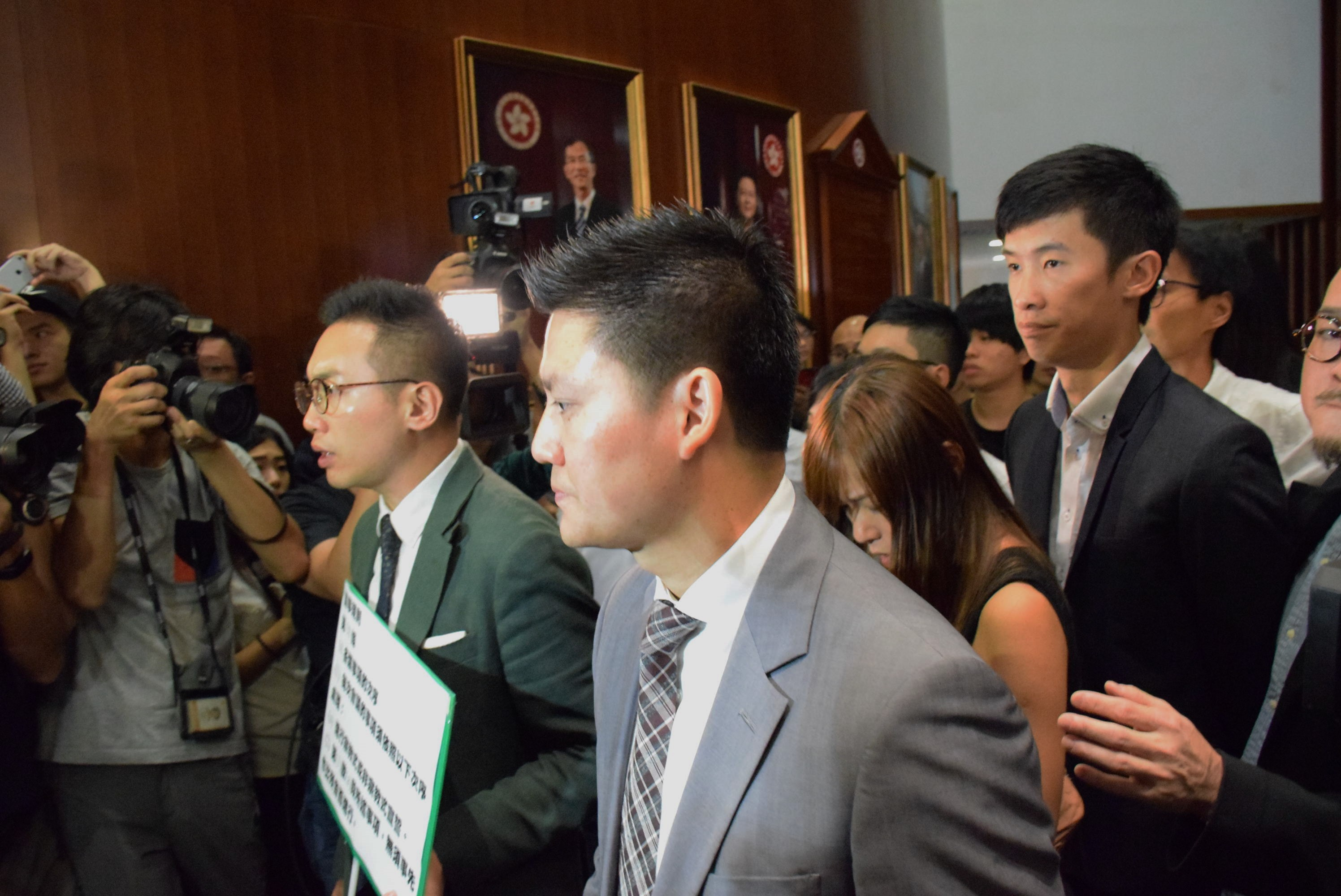
10月26日，梁頌恆和游蕙禎在七名民主派議員及傳媒的「護送」下成功進入會議廳，民主黨並無參與護送

10月25日，立法會主席梁君彥決定調動議程，決定只安排劉小麗宣誓，押後青年新政議員梁頌恆和游蕙禎再宣誓，亦不容許二人進入會議廳開會。10月26日，梁頌恆和游蕙禎在部分非建制議員及傳媒的「護送」下成功進入會議廳，惟建制派及保安並無阻攔。主席梁君彥要求他們離開，但兩人未有理會。熱血公民鄭松泰拿着議事規則到主席台抗議，被梁君彥認為「行為不檢」，要求鄭松泰離開會議廳，並宣布暫停會議。最後梁君彥於11時30分表示因青政兩名議員拒絕離開，以混亂為由宣布休會，劉小麗無法再次宣誓。

### 11月2日會議

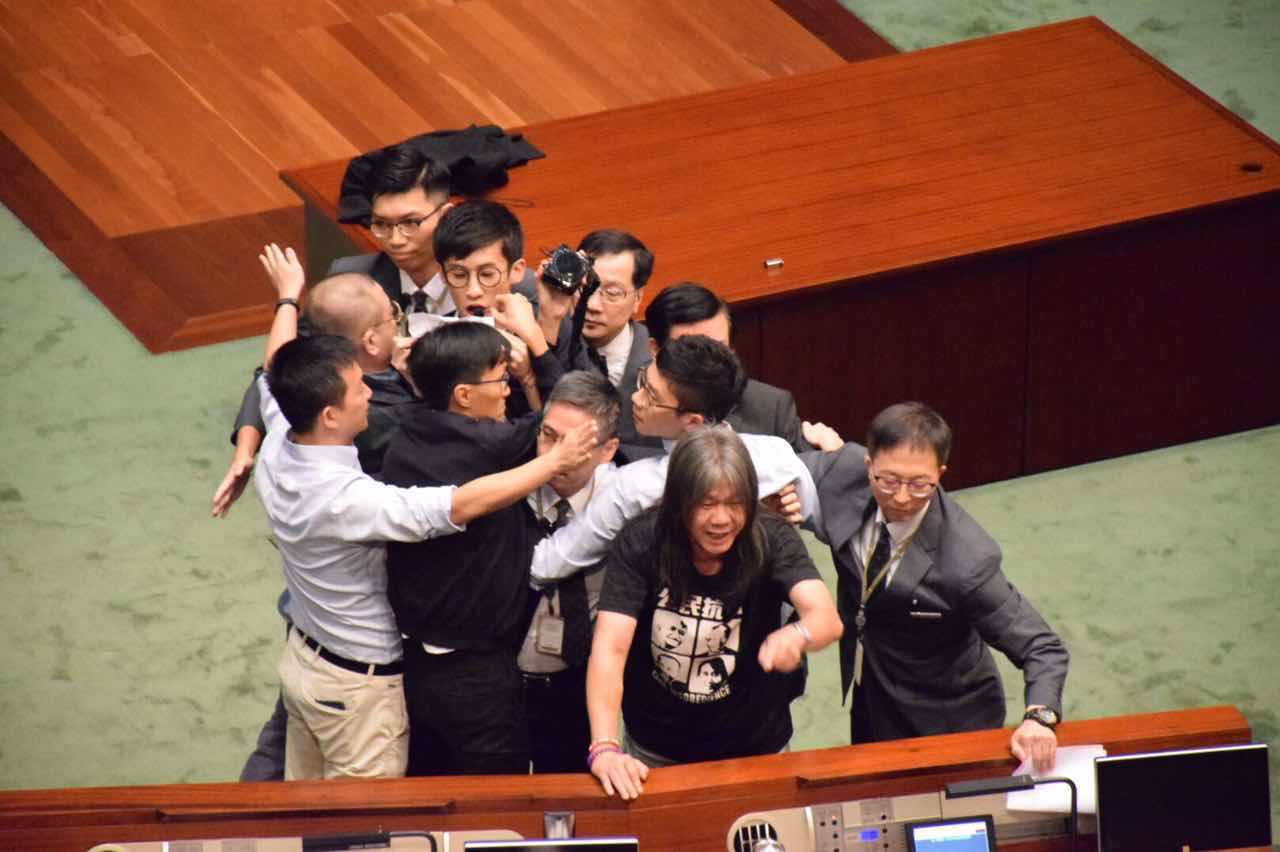
11月2日，梁頌恆和游蕙禎再闖立法會大會自行「宣誓」，但不被承認，图中为多位民主派議员阻止保安把梁抬離

11月2日的會議中，首項議程是安排劉小麗再宣誓，期間何君堯一度提出規程問題，藉以阻止劉小麗宣誓，不過隨即被梁君彥否決，建制派轉身背向宣誓中的劉小麗，以表示不滿。最終劉小麗順利完成第二次宣誓，並獲梁君彥確認其宣誓有效。
其後青年新政兩人先闖入會議廳自行「宣誓」，但不被梁君彥承認。部分民主派議员阻止保安把兩人抬離，導致會議兩度暫停，後改到會議室1繼續進行。及後兩人在未知會民主派的情況下，聯同數名助理試图衝入會議室，混亂中6名保安人員不適送院，其中有女保安被夾於人群中間暈倒。最終導致梁君彥以安全理由宣佈休會。

## 各方態度

### 行政長官（梁振英）
行政長官梁振英回應議員宣誓情况，稱相信很多港人感到憤怒和失望，形容香港與內地人民間感情受嚴重影響。梁振英亦稱要成為立法會議員，一定要有擁護《基本法》和效忠香港特別行政區的承擔，不是言詞閃縮或左閃右避便可。

### 立法會主席（梁君彥）
梁君彥決定可在收到書面提出後安排議員再次宣誓，律政司則申請緊急司法覆核梁君彥的決定，要求禁止梁游二人再宣誓。

### 前立法會主席（范徐麗泰）
全國人大常委兼立法會前主席范徐麗泰在商業電台節目，不點名批評梁、游的宣誓表現兒戲及缺乏承擔，出言侮辱他人，又自稱是口音問題，令人覺得立法會水平低落到如此水平。

### 前立法會主席（曾鈺成）
被建制派認為引致後來宣誓風波的前立法會主席曾鈺成，表示認同梁君彥在10月25日決定暫不讓梁、游的宣誓，認為梁君彥暫時不讓兩人宣誓，不等於是宣布剝奪了兩人資格，「等法院作出裁決，裁決了沒有事，佢不屬於第11章中所說的『拒絕或忽略』，就讓他們重新宣誓，是沒有問題的，對兩位議員來說，可能是失去了參加幾次會議的權利，但就避免了，你讓他們宣誓，他們進來了，然後法院最後裁決，原來他們已經失去資格，變成你讓他們宣誓這件事是越權。」。
至於2012年容許黃毓民再次宣誓，他表示沒有裁定他已拒絕或忽略宣誓，當時沒有人挑戰他的裁決。基本法委員會委員譚惠珠批評，曾鈺成當年容許更改誓詞議員的第二次宣誓無法律依據，又稱當時沒人告上法庭不代表曾鈺成正確。

### 建制派

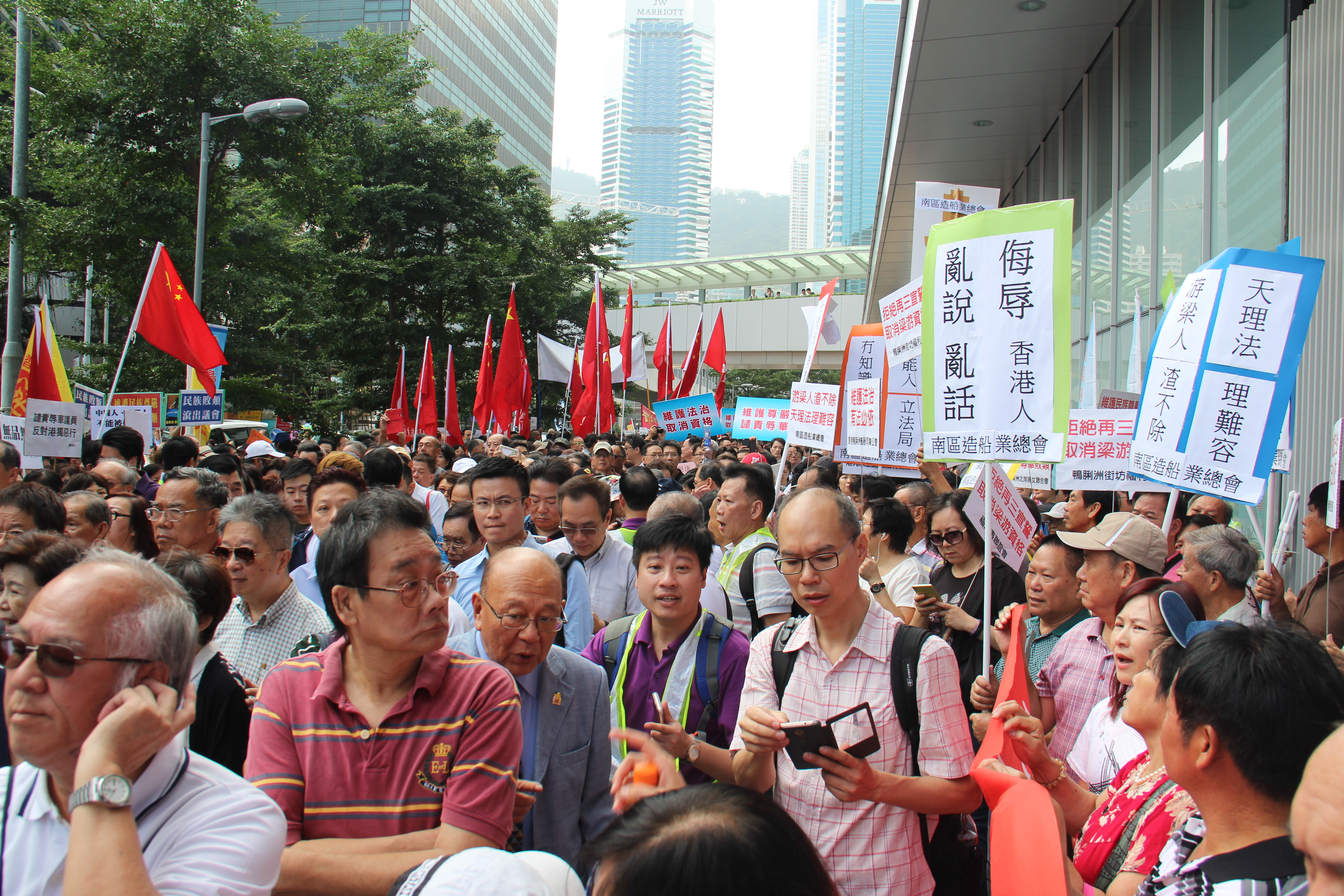
10月26日早上，多個親中團體動員逾1萬人在立法會示威區、添馬公園及添美道行人路等地方聚集，反對梁君彥允許青年新政梁頌恆及游蕙禎再次宣誓

青年新政兩名議員的宣誓被建制派批評為涉及侮辱華人，並引來社會反響。民建聯、工聯會、九龍社團聯會等25個亲中團體，宣布成立「反辱華反港獨」大聯盟。
建制派方面，37名議員聯署要求青年新政兩名議員道歉。及後，建制派議員亦要求主席不再為兩位議員安排宣誓。
香港歷史博物館前總館長丁新豹及香港公開大學人文社會科學院教授趙雨樂等300名亲中學者及教師聯署要求游、梁就事件道歉。
由香港城市大學專業進修學院學生、九龍社團聯會成員莫嘉杰發起的網上聯署亦有超過7萬人參與，要求罷免梁游，莫在經民聯區議員莊永燦協助下入稟挑戰議員當選資格，莊在2018年突然因肝病死亡。港人民權民生黨主席蕭思江則入稟高等法院提出司法覆核要求宣佈游當選無效。
10月19日立法會大會期間，39名建制派議員因應兩人拒絕就宣誓言論道歉，在姚松炎完成宣誓後，陳克勤提出點算法定人數，並與建制派議員集體離場抗議，結果造成流會。梁頌恆、游蕙禎及劉小麗3名議員最終未能宣誓。建制派召集人廖長江形容事件為「政治層面行動」，工聯會黃國健指出今次行動是回應市民要求。
10月26日早上，多個親中團體動員逾1萬人在立法會示威區、添馬公園及添美道行人路等地方聚集，反對青年新政議員梁頌恆及游蕙禎再次宣誓，又認為他們的宣誓侮辱國家，應褫奪其議員資格，並支持立法會主席梁君彥押後兩人宣誓。立法會宣布休會後，示威者分成不同隊伍乘坐巴士離開。有亲反对派媒體报道團體在附近酒樓「包場」。

### 民主派

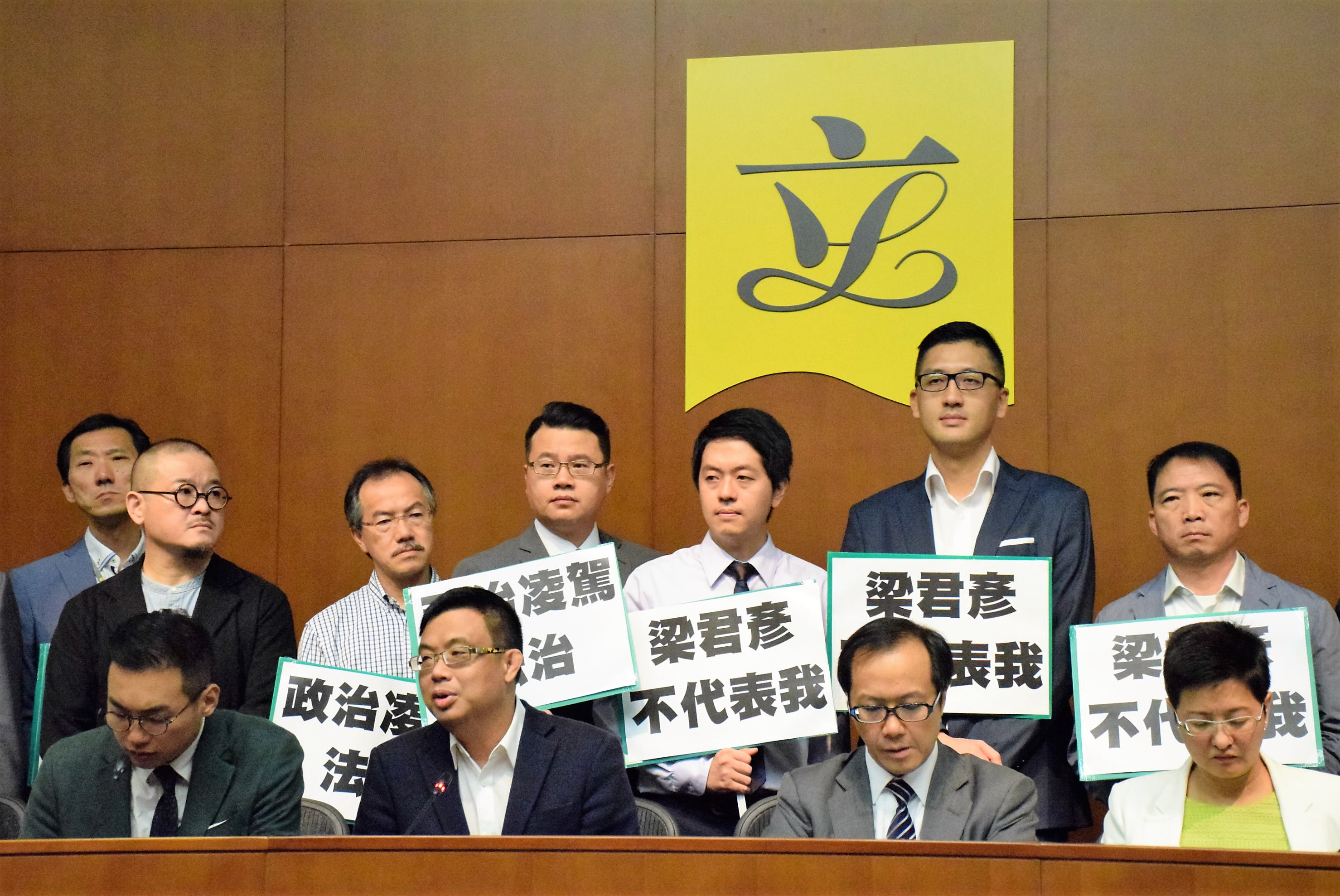
10月26日，民主派議員發表聯署信，要求立法會主席梁君彥辭職

民主派方面，27名議員在建制派發動流會後，雖譴責建制派發動流會的粗暴行為，但也開始公開批評青年新政兩名議員的行為不能接受，不過亦認為青年新政兩名議員因為是由選民選出，應擁有再次宣誓的權利。
27名民主派議員對建制派發動流會表示憤怒及予以譴責，是有預謀地製造流會，形容是粗暴閹割議會。不過，他們亦表明不認同青年新政的做法，認為他們在宣誓時的有關辱華言論不可接受；同時發表聯署信，要求立法會主席梁君彥辭職。
香港國際關係學者沈旭暉就此事作出表示：「我們初中時代，都喜歡玩這種小學雞（小屁孩）遊戲呢。但長大了吧。」

### 青年新政

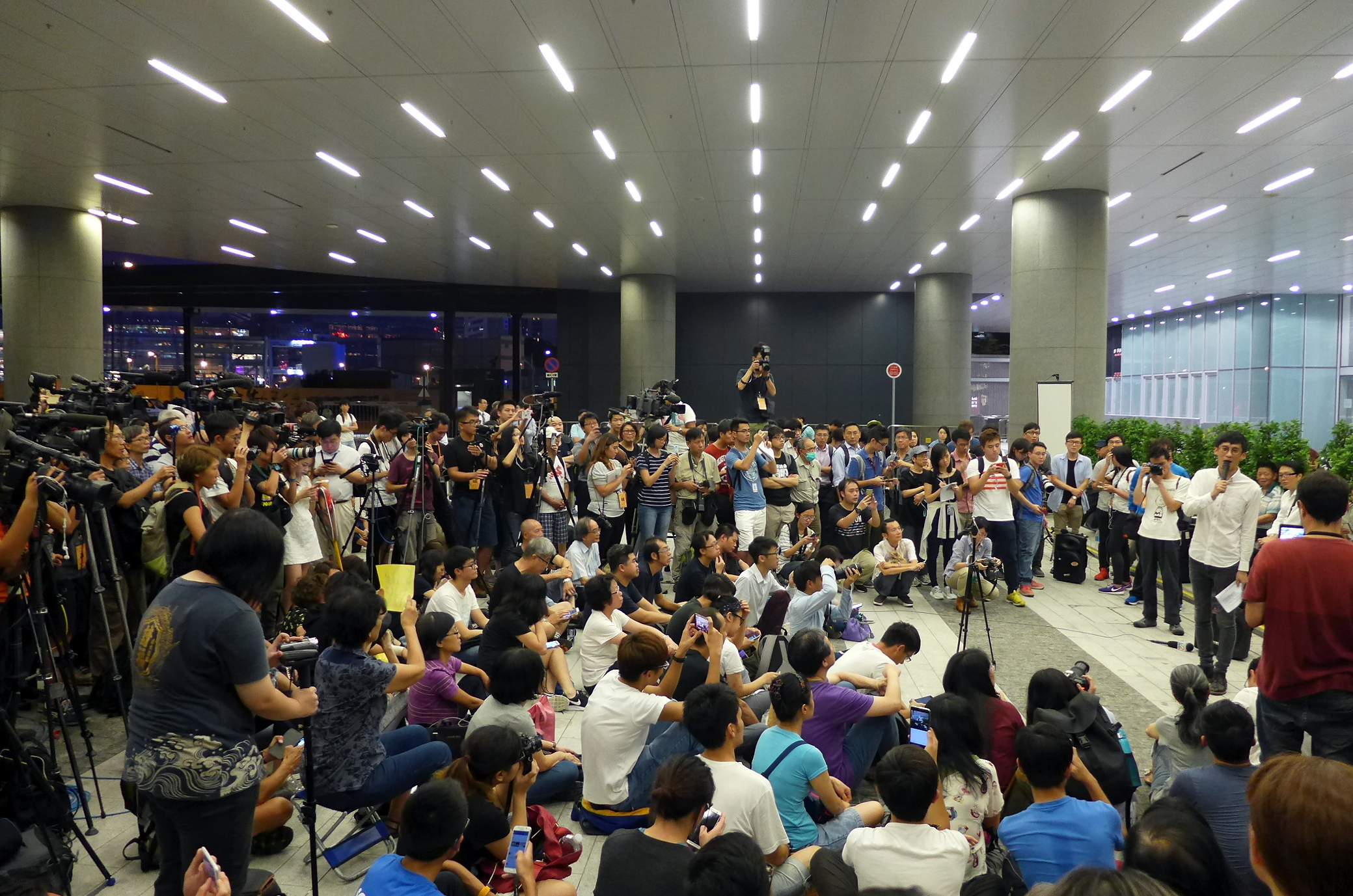
10月26日，青年新政晚上6時在立法會大樓外舉行集會，約100人出席

10月12日，梁頌恆表示「支那」發音為「鴨脷洲口音」，而游蕙禎更反指陳維安歧視他們的「鄉音」，並提出澳門行政長官崔世安在中共總書記胡錦濤和習近平面前以普通話宣誓時也帶有口音。
10月16日，梁頌恆於出席直播時事論壇節目《城市論壇》時再次辯稱宣誓當日說出「支那」一詞是口音問題，亦被台下觀眾批評「敢做不敢認」，有人發言稱呼梁頌恆為「撚仲痕」，叫他包容其所谓「銅鑼灣口音」。
10月17日，梁游二人回應指行為針對中國共產黨政權，指誓詞內容「沒有涉及任何人、族群及文化」，拒絕就此道歉。
10月26日，青年新政晚上6時在立法會大樓外舉行集會，主題為「捍衞三權分立，還我立法尊嚴」，約100人出席。梁頌恆及游蕙禎向在集會現場的泛民議員鞠躬致謝。

### 香港中联办
11月6日，香港中联办主任张晓明表示，针对香港立法会部分候任议员就职宣誓时的恶劣表现，已经严重触碰一国两制的底线，违反宪法、基本法和香港有关法律的规定，危害国家的统一、领土完整和主权安全，性质严重、影响恶劣。中央政府依法采取有效措施打击和遏制港独势力滋长蔓延，立场鲜明、态度坚决，绝不容许港独分子就任立法会议员。

### 前香港總督（彭定康）
香港末任總督彭定康公開抨擊港獨，認為港獨是搏上報章頭條，譁眾取寵。他表示自己完全支持香港追求民主，但是亦指責港獨人士把這件事情當成兒戲：「如果假裝認為追求民主應與港獨混為一談，那對他這樣的人而言就是一種虛偽， 可恥和妄顧後果的行為……港獨不會實現，港獨運動會淡化支持民主的力量…… 宣誓非兒戲。我在倫敦宣誓的時候會把手放在聖經上。」

## 香港政府司法覆核民主派議員資格

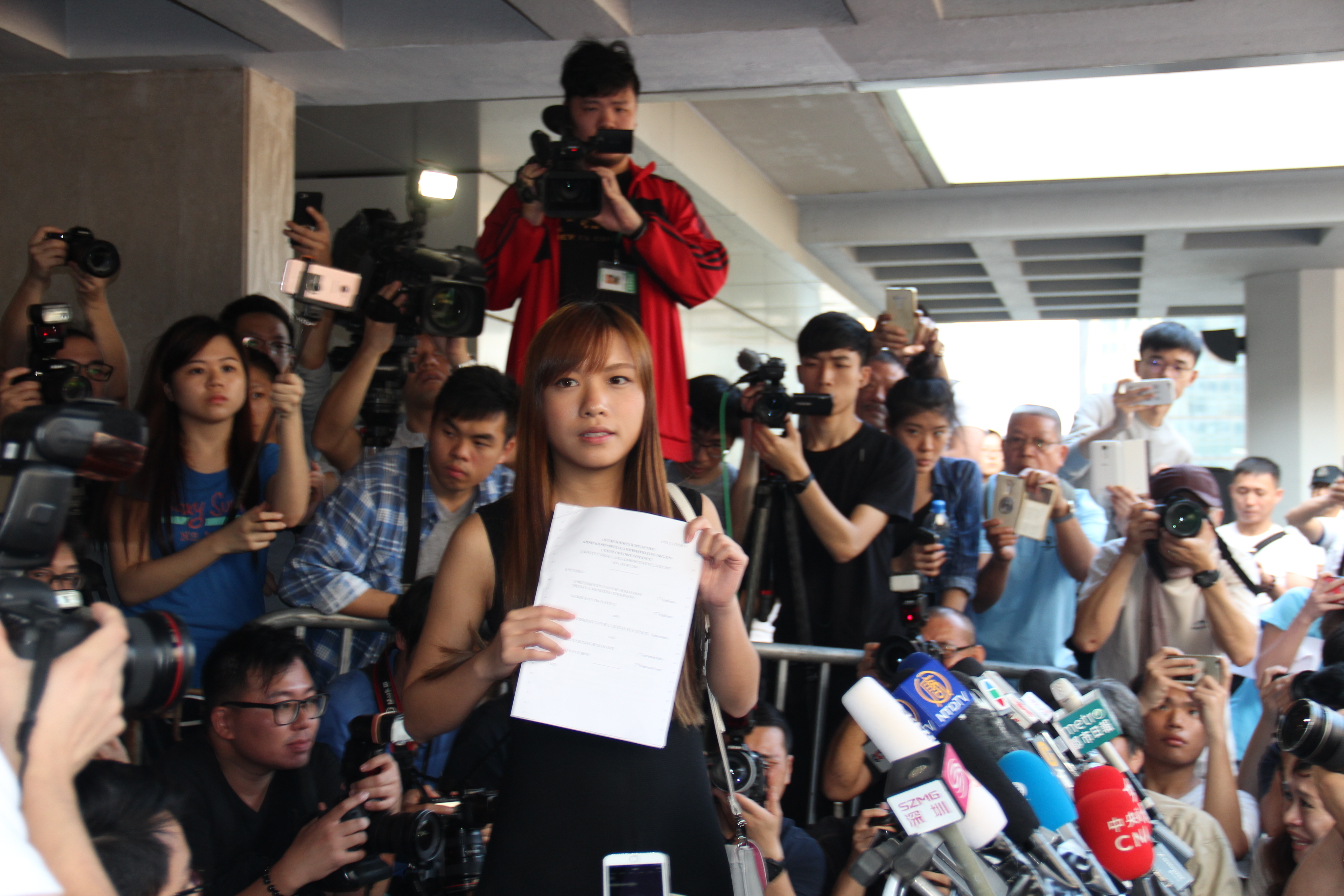
高等法院法官11月15日下午裁决議員被取消資格

在梁君彥決定青政二人可再次宣誓之後，10月18日下午，律政司向高等法院提出司法覆核，覆核立法會主席允許梁頌恆、游蕙禎議員重新宣誓的權力。高等法院法官區慶祥指律政司一方未將有關法律文件送予梁頌恆及游蕙禎和梁君彥，讓他們有足夠時間諮詢法律意見，押後至晚上9時再開庭。庭上，代表立法會律師指，立法會主席具憲法地位，主席絕對有權容許再次宣誓，律政司及行政長官行為愚昧、理據薄弱。而代表政府律師指，游梁破壞誓言的尊嚴，游梁故意表達不擁護基本法。法官則質疑禁制令的迫切性，認為若日後政府敗訴，兩名議員的權利已被剝削。梁君彥表示，除非有法庭頒令，會繼續安排再宣誓。游蕙禎表示，政府不應求司法機構介入立法會。梁頌恆表示，政府破壞香港制度公義。法官宣佈休庭考慮理據。最後，法庭拒絕批准政府禁制令，但接受覆核主席權力。司法覆核案件於11月3日開審。
11月15日，法庭裁定政府於立法會宣誓風波司法覆核中勝訴，梁頌恆和游蕙禎議席懸空，10月12日起已喪失議員資格。法官另頒禁制令禁止兩人以立法會議員身分行事，亦禁止梁君彥再次為兩人監誓。法官指出立法會主席無權容許兩人再次宣誓，又稱無論釋法與否，結果都是一樣，故不會處理有關問題。

## 全國人大常委會釋法
2016年11月1日，行政長官梁振英表示不排除全國人大常委會就宣誓風波進行釋法，原定到北京參加經濟合作研討會的行程將取消。多個政黨批評梁破壞司法獨立，是威脅和干擾法院。
2016年11月4日，香港特区政府向媒体公告称收到全国人大常委会将《基本法》第104条释法列入议程的通知，并已将相关信息告知法院。第十二届全国人大常委会第二十四次会议已经于11月5日审议了《全国人大常委会关于香港特别行政区基本法第一百零四条的解释》草案，并于11月7日表决全票通过。
法律解釋內容有3項原則，包括：
- 針對公職人員參選及宣誓原則

|  | 宣誓是該條所列公職人員就職的法定條件和必經程序。未進行合法有效宣誓或者拒絕宣誓，不得就任相應公職，不得行使相應職權和享受相應待遇。 |

- 規範宣誓形式及內容

|  | 宣誓必須符合法定的形式和內容要求。宣誓人必須真誠、莊重地進行宣誓，必須準確、完整、莊重地宣讀包括「擁護中華人民共和國香港特別行政區基本法，效忠中華人民共和國香港特別行政區」內容的法定誓言。 |

- 針對公職人員就職後如作出違反誓言行為，應「依法承擔法律責任」

|  | 宣誓人拒絕宣誓，即喪失就任該條所列相應公職的資格。宣誓人故意宣讀與法定誓言不一致的誓言或者以任何不真誠、不莊重的方式宣誓，也屬於拒絕宣誓，所作宣誓無效，宣誓人即喪失就任該條所列相應公職的資格。 |

釋法文件對宣誓的形式或要求作出清楚的界定，就是「宣誓人故意以行為、語言、服飾、道具等方式違反、褻瀆宣誓程序和儀式，或者故意改動、歪曲法定誓言或者宣讀與法定誓言不一致的誓言」，有關宣誓即無效。而宣誓必須在法律規定的監誓人面前進行。對不符合本解釋和香港特別行政區法律規定的宣誓，應確定為無效宣誓，並不得重新安排宣誓。
釋法文件延展至參選權，文件引用1984年6月鄧小平所指「港人治港有個界線和標準，就是必須由以愛國者為主體的港人來治理香港」。同時具體指出宣誓人故意以行為、語言、服飾、道具等方式違反、褻瀆宣誓程序和儀式，或者故意改動、歪曲法定誓言或者宣讀與法定誓言不一致的誓言，應認定為宣誓無效並喪失就任資格。而宣誓人對國家和香港特別行區的法律承諾，有法律效力和法律約束力，必須真誠信奉和嚴格遵守，如果有虛假宣誓，或宣誓後作違誓行為，須依法承擔法律責任。

## 影響

### 建制派市民入稟高等法院申請司法覆核民主派議員資格
2016年11月10日，的士司機從業員總會會員鄭玉佳，入稟高等法院尋求司法覆核，要求法庭宣告八名立法會議員，包括梁國雄、羅冠聰、鄭松泰、邵家臻、陳志全、朱凱廸、姚松炎及劉小麗宣誓無效。但法院不受理。

### 香港政府司法覆核4名民主派議員資格
建制派的九龍西落敗候選人關新偉及城大專業進修學院市場營銷管理學一年級學生莫嘉傑先後就劉小麗的宣誓是否有效，向高院申請司法覆核。關新偉因未能如期繳交2萬元保證金而被撤銷。莫嘉傑則獲覆核許可申請。
律政司在11月29日證實，政府擬就議員劉小麗和立法會主席展開法律程序。12月2日，律政司與特首入稟高等法院，申請原訴訟票和司法覆核，指劉小麗、姚松炎、梁國雄和羅冠聰的宣誓無效，要求取消他們的立法會議員資格。
特首梁振英及律政司袁國強，早前因宣誓風波，入禀覆核四名立法會議員，包括：姚松炎、劉小麗、羅冠聰、梁國雄的議員資格，案件3月1日在香港高等法院開審，料審訊三天。香港大學法律學院前院長及名譽資深大律師陳文敏，將代表劉小麗。
資深大律師余若薇及資深大律師戴啟思，將分別代表姚松炎及羅冠聰。姚松炎、劉小麗、羅冠聰三名議員早前申請法援被拒，將透過籌款支付訟費。唯一獲法援的社民連梁國雄，則由資深大律師李柱銘代表。審訊中，四名議員代表律師以政府濫用司法程序、選擇性提控為由，申請終止聆訊。
2017年7月14日，高等法院原訟庭裁定，4名議員全部宣誓無效，自2016年10月12日起已喪失議員資格。

### 朱凱迪和鄭松泰議員資格面臨法律考驗
2017年3月3日，一名居於荃灣公屋的市民羅景楊引用《立法會條例》第73條，入稟要求覆核朱凱迪和鄭松泰議員資格，並禁止他們以議員身分行事。案件排期至7月26日提訊，但因為入稟人未有按時繳交保證金被擱置。

## 回應

### 中華人民共和國政府
- 香港中聯辦表示，人大釋法有利於解決香港立法會部分候任議員宣誓違法引起的爭議，有利於維護國家安全，打擊和遏制港獨勢力，有利於確保一國兩制在港實踐不走樣、不變形。
- 全國人大常委會副秘書長李飛代表全國人大常委會，表示候任議員利用立法會平台推動港獨，公然侮辱國家及民族、破壞香港繁榮穩定、影響立法會的正常運作、挑戰一國兩制，故意曲解《基本法》。如果不打擊，將嚴重損害國家安全。中央對付港獨的態度堅定明確，絕不手軟。[87]

### 建制派
建制派39位議員發表聯合聲明，支持全國人大常委會對《基本法》104條作出解釋，認為根據釋法內容，無須再安排青年新政議員梁頌恆及游蕙禎再次宣誓。同時要求審視其他議員宣誓的合法性及有效性。

### 民主派

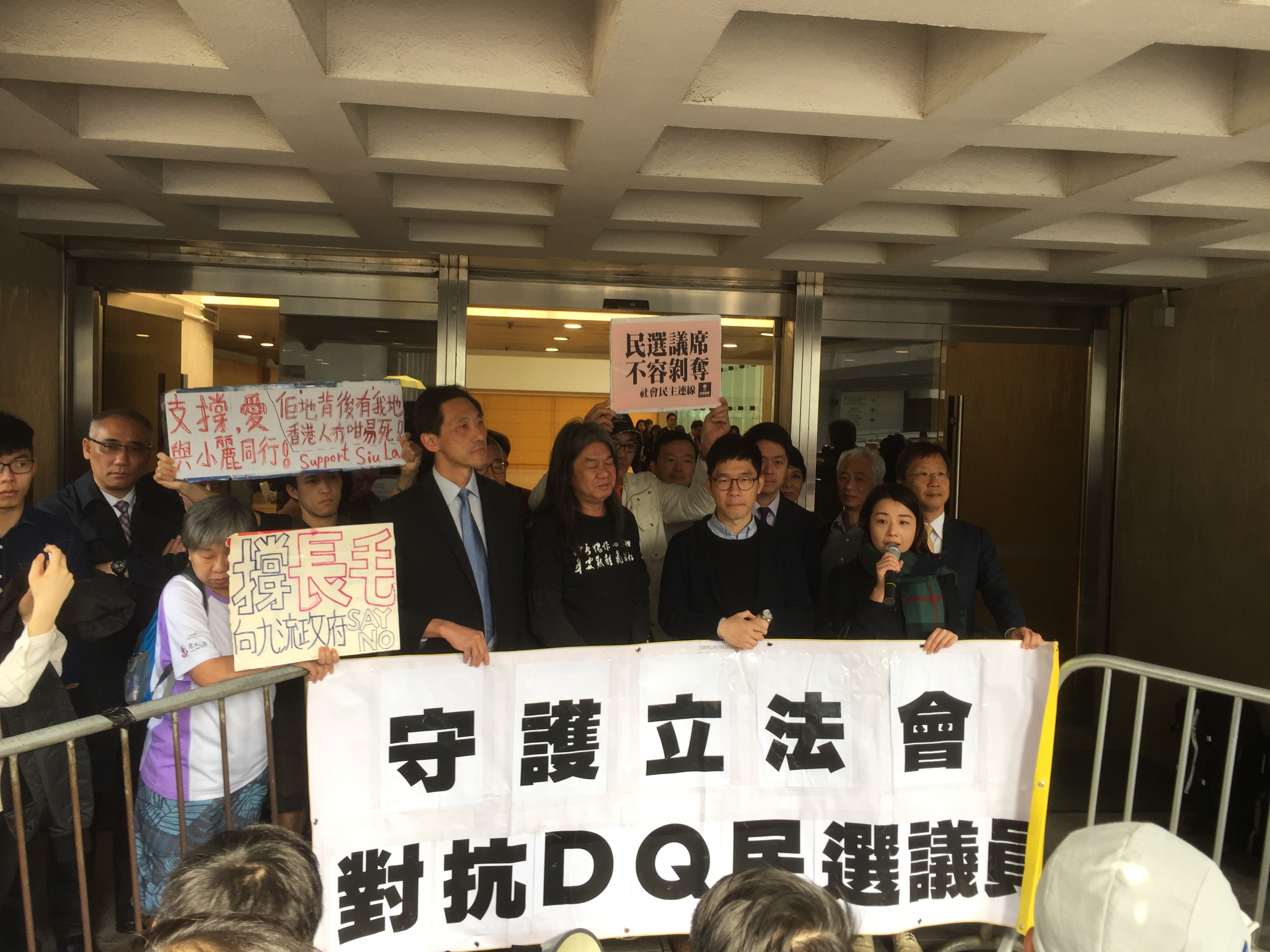
被褫奪議員資格的4人，包括（左起）姚松炎、梁國雄、羅冠聰和劉小麗在香港高等法院門前抗議

民主派會議召集人、民主黨立法會議員涂謹申指人大變相解釋本地法律，而非解釋《基本法》，做法等同僭建，如收回部份自治權，形容今次釋法後果是歷來最嚴重。公民黨黨魁、立法會議員楊岳橋表示，今次不是釋法而是修法，人大架空了本地法院及立法會，輸了港人對一國兩制、以及對中央治港的信心。他憂慮其他幾位再次宣誓的議員會因釋法失去議席。

### 港獨派
香港民族黨發出聲明指，“中國政府試圖竊據香港主權，規限香港法院審理相關案件時之權力”，呼籲香港法院“要以普通法為原則”。

### 媒體
2016年10月13日，歷史學者劉仲敬評論主張效忠香港與前途自決政見的議員乃「香港民族誕生的最佳紀念」，並譽立法會史上最年輕的女議員游蕙禎為「香港的女兒」。
具備律師資格的《明報》前總編輯劉進圖於香港高等法院判決後在《明報》網站撰文評論說，主審法官區慶祥得以不引用全國人大「釋法」即可撤銷梁、遊二人資格，是因為兩人在訴訟過程中並未解釋其宣誓時的異常行為：「由於答辯一方不提供解釋或反駁，法官根本不用考慮如何取捨，唯有把律政司一方的陳述當成無爭議的事實，單這一點已經決定了官司的結果...... 二人似乎相當堅持藉宣誓方式傳達挑戰北京的政治信息，又或顧忌核心支持者的看法，所以一直不肯放軟姿態，這種堅持是有法律代價的，就是法院可以毫不困難地判二人敗訴。」

## 宣誓具疑慮議員

### 需要再次宣誓
| 姓名   | 選區                       | 再次宣誓理由     | 結果                                                                                    |
| ------ | -------------------------- | ---------------- | --------------------------------------------------------------------------------------- |
| 梁頌恆 | 新界東                     | 10月12日更改誓詞 | 11月15日被高等法院裁定失去議員資格                                                      |
| 游蕙禎 | 九龍西                     | 10月12日更改誓詞 | 11月15日被高等法院裁定失去議員資格                                                      |
| 姚松炎 | 建築, 測量, 都市規劃, 園景 | 10月12日更改誓詞 | 10月19日已再次宣誓，獲立法會主席梁君彥確認有效。2017年7月14日被高等法院裁定失去議員資格 |
| 劉小麗 | 九龍西                     | 10月12日更改誓詞 | 11月2日已再次宣誓，獲立法會主席梁君彥確認有效。2017年7月14日被高等法院裁定失去議員資格  |
| 黃定光 | 進出口界                   | 10月12日刪減誓詞 | 10月19日已再次宣誓，獲立法會主席梁君彥確認有效                                          |

### 宣誓程序被指可能有問題
| 姓名   | 選區         | 程序問題                                                                 | 結果                                                                          |
| ------ | ------------ | ------------------------------------------------------------------------ | ----------------------------------------------------------------------------- |
| 梁國雄 | 新界東       | 使用道具，宣誓前後，斷句，高呼口號                                       | 當場獲立法會秘書長陳維安裁定誓詞有效。2017年7月14日被高等法院裁定失去議員資格 |
| 羅冠聰 | 香港島       | 宣誓前後，高呼口號，誓詞外增加內容，被指把中華人民共和國的「國」讀成問句 | 其後獲立法會主席梁君彥裁定誓詞有效。2017年7月14日被高等法院裁定失去議員資格   |
| 陳志全 | 新界東       | 使用道具，宣誓前，誓詞外增加內容；宣誓後，高呼口號                       | 當場獲立法會秘書長陳維安裁定誓詞有效。                                        |
| 邵家臻 | 社會福利     | 宣誓後，使用道具並高呼口號                                               | 當場獲立法會秘書長陳維安裁定誓詞有效。                                        |
| 朱凱迪 | 新界西       | 宣誓後，高呼口號                                                         | 當場獲立法會秘書長陳維安裁定誓詞有效。                                        |
| 鄭松泰 | 新界西       | 宣誓前，誓詞外增加內容；宣誓後，高呼口號                                 | 當場獲立法會秘書長陳維安裁定誓詞有效。                                        |
| 張超雄 | 新界東       | 使用道具                                                                 | 當場獲立法會秘書長陳維安裁定誓詞有效。                                        |
| 林卓廷 | 新界東       | 宣誓後，高呼口號                                                         | 當場獲立法會秘書長陳維安裁定誓詞有效。                                        |
| 黃碧雲 | 九龍西       | 宣誓後，高呼口號                                                         | 當場獲立法會秘書長陳維安裁定誓詞有效。                                        |
| 鄺俊宇 | 區議會(第二) | 宣誓後，誓詞外增加內容                                                   | 當場獲立法會秘書長陳維安裁定誓詞有效。                                        |

## 間接引起澳門2016年立法會選舉法修法爭議
人大對香港第五次釋法後，澳門政府向立法會提交修改立會選舉法，要求追加要求部分條文參選人須簽署聲明書，以聲明擁護《基本法》和效忠澳門特區，並規定不可擔任其他國家的議員職位，行政法務司陳海帆稱新增相關條文是參考了人大對香港《基本法》第104條釋法，引入聲明書是為了「防患未然，未雨綢繆」，又指選管會將根據參選人過往言論或行動判斷該人是否屬「不擁不忠」，惟因法案不設追溯期，參選人作出聲明時若表示願意放棄過往「不擁不忠」言論就不影響其議員資格。另外，若拒絕聲明，或事實證明不擁護，則會被剝奪被選資格。
澳門媒體《訊報》評論：「在澳門這個和諧溫順得如同小綿羊一般的社會裡，這無疑是澳門政府引火上身，多此一舉的做法……現時政府說要『未雨綢繆』，不禁讓人質疑澳門政府想以香港為榜樣，為自己施政的失敗找個可以推卸的對象。」評論又指出，澳門從來都沒有所謂的「澳獨思潮」，既沒有市場，亦沒有土壤，反而是那些經常聲稱要慎防「澳獨」的人，不斷在帶起有關討論，令人不勝其煩，再加上對當地政府無能腐敗的不滿，地區性的民怨亦會蔓延到對北京政府的不滿。評論亦指出，澳門政府在香港人大釋法事件後未夠一個月就高效率地推出新法案文本，在處理民生議題時卻相當緩慢和缺乏效率。時新澳門學社副理事長蘇嘉豪批評政府東施效顰，批評陳海帆爭著當「澳獨之母」。

## 外部連結
- CHIEF EXECUTIVE OF THE HONG KONG SPECIAL ADMINISTRATIVE REGION AND ANOTHER v. THE PRESIDENT OF THE LEGISLATIVE COUNCIL (15/11/2016, HCAL185/2016)（页面存档备份，存于） （梁頌恆及游蕙禎案高等法院原訟法庭判決書） （英文）
- 高等法院原訟法庭憲法及行政訴訟2016年第185號及雜項案件2016年第2819號新聞摘要（页面存档备份，存于） （梁頌恆及游蕙禎案） （繁體中文）
- CHIEF EXECUTIVE OF THE HONG KONG SPECIAL ADMINISTRATIVE REGION AND ANOTHER v. PRESIDENT OF THE LEGISLATIVE COUNCIL (14/07/2017, HCAL223/2016) （页面存档备份，存于） （羅冠聰、梁國雄、劉小麗及姚松炎案高等法院原訟法庭判決書） （英文）
- 高等法院原訟法庭憲法及行政訴訟 2016年 223 至 226 號及雜項案件 2016 年 3378，3379，3381 及 3382 號新聞摘要 （页面存档备份，存于） （羅冠聰、梁國雄、劉小麗及姚松炎案） （繁體中文）